# برهم (باركشير)
برهم (بالإنجليزية: Barkham)‏ هي قرية و أبرشية مدنية تقع في المملكة المتحدة في إنجلترا.  يقدر عدد سكانها بـ 3,511 نسمة .